# 布利斯塔維察
布利斯塔維察（烏克蘭語：Блиставиця），是烏克蘭中北部基辅州布恰区布恰市镇的村庄，始建於十五世紀，面積30平方公里，海拔高度152米，2024年人口1,108。